# Kościół Matki Bożej Nieustającej Pomocy w Goleniowie
Kościół Matki Bożej Nieustającej Pomocy w Goleniowie – świątynia rzymskokatolicka położona na osiedlu Helenów w Goleniowie. Siedziba parafii pod tym samym wezwaniem, należącej do archidiecezji szczecińsko-kamieńskiej.

## Historia
Do późnych lat 80. opiekę duszpasterską nad wiernymi z osiedla Helenów sprawowali księża dojeżdżający z parafii pw. św. Katarzyny. Raz w tygodniu odprawiali oni mszę świętą tutejszej w salce katechetycznej. Ten stan rzeczy zmienił się w roku 1988, gdy osiedle przyłączono do nowo powstałej parafii, pierwotnie z siedzibą w Podańsku. W maju tegoż roku zakupiono plac pod budowę nowego kościoła przy ulicy gen. Władysława Sikorskiego 1a. W ciągu dwóch tygodniu został on wyrównany i ustawiono na nim ołtarz polowy, przy którym 29 maja 1988 roku o godz. 11:00 została odprawiona historyczna pierwsza msza święta.
W bardzo krótkim czasie dzięki wysiłkom proboszcza Jana Śniegockiego oraz parafian powstała kaplica projektu inż. Józefa Węża, a także przyległe mieszkanie księdza. Pierwszą mszę świętą w kaplicy odprawiono już 4 grudnia 1988 roku. Kaplica została następnie rozbudowana do postaci pełnowymiarowego kościoła. Systematycznie zakupywano elementy wyposażenia, m.in. tabernakulum, obraz Matki Bożej Częstochowskiej do ołtarza głównego oraz monstrancję. Uroczystego poświęcenia dokonał 29 września 1991 roku ks. bp Jan Gałecki. Za kolejnego proboszcza, ks. Alojzego Mochalskiego, teren wokół świątyni został ogrodzony i obsadzony krzewami, zbudowano także kamienną grotę z figurą Maryi. Także wewnątrz pojawiły się kolejne obrazy, figury i witraże, oraz włoskie organy. Zawieszono również 300-kilogramowy dzwon wykonany w pracowni braci Felczyńskich.
Uchwałą rady gminy Goleniów z dnia 22 lutego 2012 roku pobliska ulica została nazwana imieniem ks. Alojzego Mochalskiego.